# Saint-Pierre-la-Palud
Saint-Pierre-la-Palud – miejscowość i gmina we Francji, w regionie Owernia-Rodan-Alpy, w departamencie Rodan.
Według danych na rok 1990 gminę zamieszkiwały 1804 osoby, a gęstość zaludnienia wynosiła 240 osób/km² (wśród 2880 gmin regionu Rodan-Alpy Saint-Pierre-la-Palud plasuje się na 481. miejscu pod względem liczby ludności, natomiast pod względem powierzchni na miejscu 1319.).